# سامسونج جالكسي زي فولد 3
سامسونج جالكسي زي فولد 3 هو هاتف ذكي قابل للطي كشفت عنه شركة إلكترونيات سامسونج في 11 أغسطس 2021.